# 学校保健
学校保健（がっこうほけん,英語: school health）とは、学校において児童生徒および教職員の健康を維持するために行われる活動の総称である。なお、学校保健については学校保健法で規定されてきたが、2009年（平成21年）4月1日に学校保健安全法に改題され、学校保健分野の充実を図るとともに学校安全に関する条項が加えられている（詳細は学校保健安全法の項目参照）。

## 領域
学校保健の領域は、保健管理と保健教育に2つに大別することができる。最近はこれに安全管理・指導も含まれるようになっている。

### 安全管理・指導
1. 安全の管理
児童生徒の事故災害を防止し、安全な生活を確保するため、毎年学校管理下で発生した事故災害状況を分析し、その結果から実態を把握し、対策及び指導を立案する。

学校安全週間(7月10日～7月16日)を利用した啓蒙活動、学校環境の安全整備、学校の実態に即した救急体制の確立、学校における危機管理を立案、実施する。o-157や不審者乱入などで注目されてきた。
1. 安全指導
文部科学省発行の「『生きる力』をはぐくむ学校での安全教育」」（発行：日本スポーツ振興センター）が基本となる。安全指導計画を立案し、全教育活動を通じて系統的・計画的な指導を行う。各教科（特に体育・図工・技術家庭・理科等）における安全管理と指導、特別活動における安全管理と指導（学級活動・学校行事・児童会生徒会活動）、休憩時、登下校時の安全管理と指導などは学校教育において必要不可欠な活動である。